# Bonab (Verwaltungsbezirk)
Bonab (persisch شهرستان بناب) ist ein Schahrestan in der Provinz Ost-Aserbaidschan im Iran. Er enthält die Stadt Bonab, welche die Hauptstadt des Verwaltungsbezirks ist. 

## Kreise
Der Verwaltungsbezirk besteht aus einem einzelnen Bachsch:
- Zentral (بخش مرکزی)

## Demografie
Bei der Volkszählung 2016 betrug die Einwohnerzahl des Schahrestan 134.892. Die Alphabetisierung lag bei 81 Prozent der Bevölkerung. Knapp 63 Prozent der Bevölkerung lebten in urbanen Regionen.
| Zensusjahr | Einwohnerzahl |
| ---------- | ------------- |
| 2011       | 129.795       |
| 2016       | 134.892       |